# Peeratat Phoruendee
Peeratat Phoruendee (Lopburi, 15 marzo 1979) è un ex calciatore thailandese, di ruolo difensore.

## Caratteristiche tecniche
Era un terzino destro, ma poteva essere impiegato anche come difensore centrale.

## Carriera

### Club
Dopo aver giocato all'Home Utd, nel 2002 è passato al BEC Tero Sasana. Nel 2007 è stato acquistato dal TTM Phichit. Nel 2011 ha giocato per il PTT Rayong. Nel 2012 si è trasferito al Suphanburi. Nel 2013 ha firmato un contratto con il Trat. Nel 2015 è passato all'Ang Thong. Nel 2016 è stato acquistato dal Samut Songkhram, con cui ha concluso la propria carriera nel 2017.

### Nazionale
Ha debuttato in Nazionale l'11 maggio 2002, nell'amichevole Cina-Thailandia (3-1). Ha messo a segno la sua prima rete con la maglia della Nazionale il 16 ottobre 2003, nell'amichevole Thailandia-India (2-0), in cui ha siglato la rete del momentaneo 1-0 al minuto 64. Ha partecipato, con la Nazionale, alla Coppa d'Asia 2004. Ha collezionato in totale, con la maglia della Nazionale, 18 presenze e una rete.